# Aurora (musikalbum)
Aurora är ett studioalbum från 1982 av det svenska dansbandet Thorleifs. Några låtar är på engelska.

## Låtlista
1. "Älska mig i kväll" ("Give Me Your Heart Tonight")
2. "Du är bara femton år"
3. "Hur har du det med kärleken i dag" ("Hvordan ligger det med kærlighet idag")
4. "Rock'n Roll" ("Without You")
5. "Septemberkväll"
6. "Det vi lekte som barn" ("I Don't Wanna Play House")
7. "Oh, Diane"
8. "Innan gryningen kommer" ("Before I'm Fool Enough")
9. "Kan jag hjälpa (att jag älskar dig ännu)" ("I Can't Help It")
10. "Aurora"
11. "Just Walking in the Rain"
12. "Ska jag stanna" ("Should I Do it")
13. "Tack för alla kyssar"
14. "First of May"